# 韓尼茲2-10
韓尼茲2-10（Hen 2-10，也稱為He 2-10和Henize 2-10）是在羅盤座的一個矮星暴星系，距離約3,400萬光年。這個星系被認為是一個早期階段的星暴星系。後來在這個矮星系中心附近發現了一個黑洞，這表明在大多數大型星系中心發現的黑洞可能是在星系本身之前形成的。最近的估計這個黑洞的質量在3×106 M☉附近，整個矮星系的質量約為1×1010 M☉。

## 歷史
韓尼茲2-10它的名字來自天文學家卡爾·韓尼茲收集的行星狀星雲目錄。韓尼茲還指出，該物體是在魯道夫·閔可夫斯基未發表的論文中確定的。由於星系的強烈發射線，是與行星狀星雲的共同特徵，因此該天體可能被誤認為是行星狀星雲。
直到1970年代，對韓尼茲2-10的觀測表明，該天體的中心是無線電波的強發射源，才表明韓尼茲2-10是一個矮星系，而不是一個行星狀星雲。重新分類的支持證據來自過量的紅外發射和高於通常的中性氫密度。

## 結構
韓尼茲2-10是一個星暴星系，在星系中心附近至少有兩個恆星形成區域。這些區域具有各種不同的物質，以及多個超星團。 對其中一些超星團（SSC）的研究，估計它們的年齡在4到5兆年之間。該星系還具有典型的沃夫–瑞葉星發射，進一步為星系的星暴區域提供了證據。它是最早發現具有這種發射功能的星系之一。強烈的這種發射導致它被歸類為沃夫-瑞葉星系，這是星暴星系的一個特殊子類，其沃夫-瑞葉星的數量高於正常水準。
此外，觀測顯示星系東南部的不規則性可以解釋為潮汐尾。這個潮汐尾表明韓尼茲2-10過去可能曾與其它星系發生過相互作用，甚至可能是合併事件。

### 中心黑洞
2011年，一組研究人員研究了星系中心的非熱輻射，並指出無線電波源的強度太強，不可能來自X射線聯星，而X射線源的強度太強，不可能是超新星殘骸。然而，這些來源確實與黑洞的已知數據一致。這篇原始論文假設黑洞的質量為~1×106 M☉，但一項較新的研究將估計細化為3×106 M☉。
數個超星團存在於星系中心附近，而不是一個單一的核星團（NSC），導致一些人相信韓尼茲2-10在早期是一個星系。黑洞的存在被認為是核星團形成的無耗散模型的證據。 在這個模型中，超星團將移動到中心並形成一個單一的核星團。儘管目前尚不清楚黑洞將如何影響核星團的形成，但由於黑洞的質量相對較小，據信它不會對這種運動的時間尺度產生重大影響。忽略黑洞表明核星團應該在幾億年內完全形成。